# القصبة أو مغار (تازروالت)
القصبة أو مغار هو دُوَّار يقع بجماعة سيدي أحمد أو موسى، إقليم تيزنيت، جهة سوس ماسة في المملكة المغربية. ينتمي الدوّار لمشيخة تازروالت التي تضم 16 دوار. يقدر عدد سكانه بـ 209 نسمة حسب الإحصاء الرسمي للسكان والسكنى لسنة 2004.

## روابط خارجية
- البوابة الوطنية للجماعات الترابية
- المندوبية السامية للتخطيط